# Choloepus didactylus
Il bradipo didattilo di Linneo (Choloepus didactylus (Linnaeo, 1758)), noto anche come bradipo didattilo meridionale, o in lingua locale tsantsa o unau, è una specie di bradipo didattilo originario del Sud America, il cui areale comprende il Venezuela, Guyana, Colombia, Ecuador, Perù ed il Brasile a nord del Rio delle Amazzoni. È possibile che l'areale della specie possa comprendere anche la Bolivia.

## Descrizione

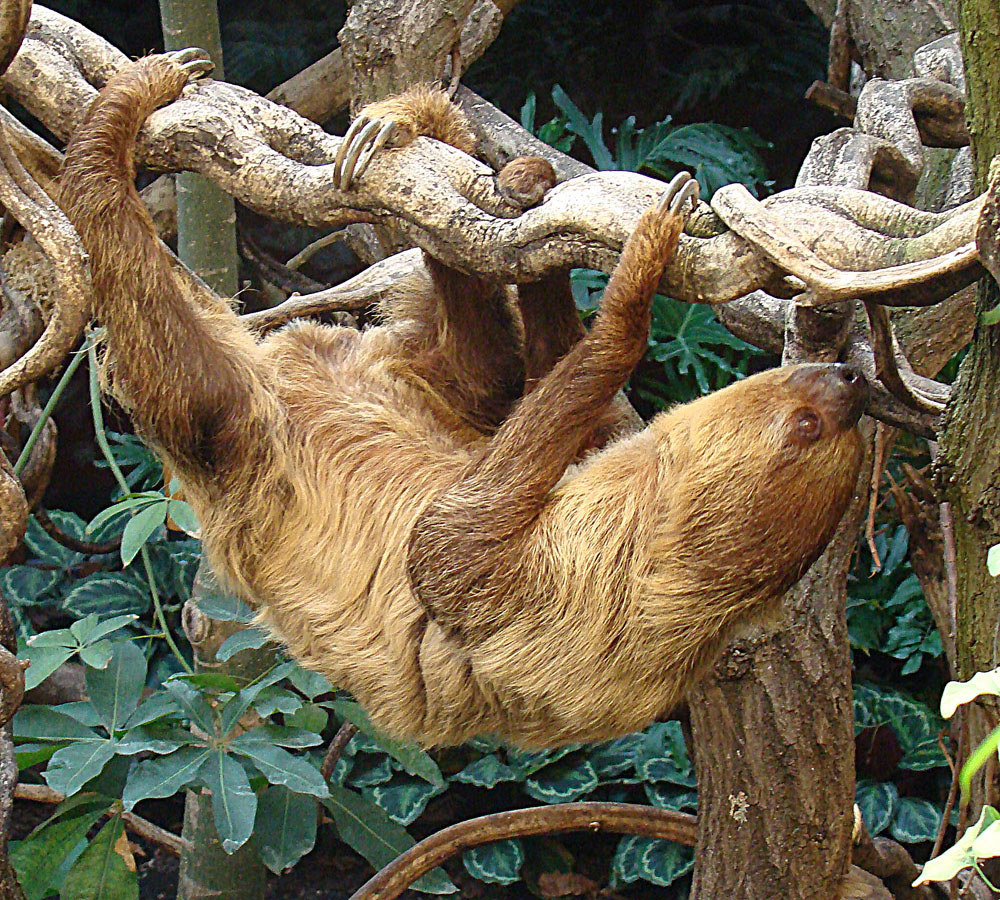
Esemplare allo zoo di Londra

I bradipi didattili sono più grandi dei bradipi tridattili, avendo una lunghezza di 58-70 centimetri (23-28 pollici), per un peso di 4-8 kg (8.8-17.6 libbre). Hanno peli più lunghi, occhi più grandi e zampe anteriori e posteriori della stessa lunghezza. Le loro orecchie, le zampe posteriori e la testa sono generalmente più grandi dei Bradypodidae. Tuttavia hanno una coda più corta. La loro altezza alle spalle, la lunghezza dalla scapola alla punta degli artigli è più lunga dei bradipi tridattili, indicando braccia più lunghe, utili per muoversi più agilmente tra i rami degli alberi. La pelliccia è lunga, ispida e di color beige chiaro, quasi biondo, con sfumature che vanno dal marrone al rossiccio; spesso, a causa di un'alga che vive in simbiosi con l'animale, il pelo assume tonalità azzurrognole o verdastre.
La specie ha, relativamente, pochi denti; possiede da quattro a cinque serie che comprendono i canini, ma manca di incisivi. I denti mancano di smalto, costituito solo da due strati di dentina in continua crescita. Occasionalmente sono stati osservati denti in soprannumero, ma questa è una condizione occasionale osservata in quasi tutti gli ordini di mammiferi.

## Tassonomia
I bradipi appartengono all'ordine Pilosa, che comprende anche i formichieri. Appartengono al superordine Xenarthra, di cui fa parte anche l'ordine Cingulata, che comprende armadilli e glyptodonti. Gli xenartri sono perlopiù sdentati, o mancano di incisivi, o hanno un numero molto ridotto di denti, con solo 4-5 serie rimanenti, compresi i canini.
Originariamente, i bradipi moderni erano divisi in due famiglie in base al numero di dita degli arti anteriori, Megalonychidae e Bradypodidae. Il bradipo didattilo di Linneo ed il bradipo didattilo di Hoffmann (Choloepus hoffmanni) appartenevano alla famiglia Megalonychidae, che comprendeva anche gli estinti bradipi terricoli. Tuttavia, un nuovo studio che si basa su dati molecolari ottenuti dalle sequenze di collagene e DNA mitocondriale hanno rimesso in discussione l'albero genealogico dei bradipi. Questa nuova valutazione colloca i bradipi didattili insieme ai mylodontidi e ai bradipi tridattili all'interno di Megatherioidea, vicino a Megalonyx, megatheriidi e nothrotheriidi, rendendo polifiletica la famiglia precedentemente riconosciuta dei Megalonychidae, spostando sia i bradipi didattili sia i bradipi dei Caraibi al di fuori di questa famiglia e lontano da Megalonyx. I bradipi caraibici sono posti in un separato ramo basale dell'albero evolutivo dei bradipi.
Il seguente albero filogenetico della famiglia dei bradipi si basa sui dati della sequenza del DNA mitocondriale e del collagene (vedi Fig.4 di Presslee et al., 2019).
|  | Nothrotheriidae |
|  |                 |
|  | Megatheriidae   |
|  |                 |

|  | Megalonychidae                    |
|  |                                   |
|  | Bradypodidae (bradipi tridattili) |
|  |                                   |

|  | Nothrotheriidae |
|  |                 |
|  | Megatheriidae   |
|  |                 |

|  | Megalonychidae                    |
|  |                                   |
|  | Bradypodidae (bradipi tridattili) |
|  |                                   |

|  | Megatherioidea |
|  |                |

| Choloepodidae (bradipi didattili) | \| \| C. didactylus \| \| \| \| \| \| C. hoffmanni \| \| \| \| |
|                                   | \| \| C. didactylus \| \| \| \| \| \| C. hoffmanni \| \| \| \| |
|                                   | Mylodontidae                                                   |
|                                   |                                                                |
|                                   | C. didactylus                                                  |
|                                   |                                                                |
|                                   | C. hoffmanni                                                   |
|                                   |                                                                |

|  | C. didactylus |
|  |               |
|  | C. hoffmanni  |
|  |               |

| Choloepodidae (bradipi didattili) | \| \| C. didactylus \| \| \| \| \| \| C. hoffmanni \| \| \| \| |
|                                   | \| \| C. didactylus \| \| \| \| \| \| C. hoffmanni \| \| \| \| |
|                                   | Mylodontidae                                                   |
|                                   |                                                                |
|                                   | C. didactylus                                                  |
|                                   |                                                                |
|                                   | C. hoffmanni                                                   |
|                                   |                                                                |

|  | C. didactylus |
|  |               |
|  | C. hoffmanni  |
|  |               |

|  | Mylodontoidea |
|  |               |

|  | Nothrotheriidae |
|  |                 |
|  | Megatheriidae   |
|  |                 |

|  | Megalonychidae                    |
|  |                                   |
|  | Bradypodidae (bradipi tridattili) |
|  |                                   |

|  | Nothrotheriidae |
|  |                 |
|  | Megatheriidae   |
|  |                 |

|  | Megalonychidae                    |
|  |                                   |
|  | Bradypodidae (bradipi tridattili) |
|  |                                   |

|  | Megatherioidea |
|  |                |

| Choloepodidae (bradipi didattili) | \| \| C. didactylus \| \| \| \| \| \| C. hoffmanni \| \| \| \| |
|                                   | \| \| C. didactylus \| \| \| \| \| \| C. hoffmanni \| \| \| \| |
|                                   | Mylodontidae                                                   |
|                                   |                                                                |
|                                   | C. didactylus                                                  |
|                                   |                                                                |
|                                   | C. hoffmanni                                                   |
|                                   |                                                                |

|  | C. didactylus |
|  |               |
|  | C. hoffmanni  |
|  |               |

| Choloepodidae (bradipi didattili) | \| \| C. didactylus \| \| \| \| \| \| C. hoffmanni \| \| \| \| |
|                                   | \| \| C. didactylus \| \| \| \| \| \| C. hoffmanni \| \| \| \| |
|                                   | Mylodontidae                                                   |
|                                   |                                                                |
|                                   | C. didactylus                                                  |
|                                   |                                                                |
|                                   | C. hoffmanni                                                   |
|                                   |                                                                |

|  | C. didactylus |
|  |               |
|  | C. hoffmanni  |
|  |               |

|  | Mylodontoidea |
|  |               |

|  | Nothrotheriidae |
|  |                 |
|  | Megatheriidae   |
|  |                 |

|  | Megalonychidae                    |
|  |                                   |
|  | Bradypodidae (bradipi tridattili) |
|  |                                   |

|  | Nothrotheriidae |
|  |                 |
|  | Megatheriidae   |
|  |                 |

|  | Megalonychidae                    |
|  |                                   |
|  | Bradypodidae (bradipi tridattili) |
|  |                                   |

|  | Megatherioidea |
|  |                |

| Choloepodidae (bradipi didattili) | \| \| C. didactylus \| \| \| \| \| \| C. hoffmanni \| \| \| \| |
|                                   | \| \| C. didactylus \| \| \| \| \| \| C. hoffmanni \| \| \| \| |
|                                   | Mylodontidae                                                   |
|                                   |                                                                |
|                                   | C. didactylus                                                  |
|                                   |                                                                |
|                                   | C. hoffmanni                                                   |
|                                   |                                                                |

|  | C. didactylus |
|  |               |
|  | C. hoffmanni  |
|  |               |

| Choloepodidae (bradipi didattili) | \| \| C. didactylus \| \| \| \| \| \| C. hoffmanni \| \| \| \| |
|                                   | \| \| C. didactylus \| \| \| \| \| \| C. hoffmanni \| \| \| \| |
|                                   | Mylodontidae                                                   |
|                                   |                                                                |
|                                   | C. didactylus                                                  |
|                                   |                                                                |
|                                   | C. hoffmanni                                                   |
|                                   |                                                                |

|  | C. didactylus |
|  |               |
|  | C. hoffmanni  |
|  |               |

|  | Mylodontoidea |
|  |               |

|  | Nothrotheriidae |
|  |                 |
|  | Megatheriidae   |
|  |                 |

|  | Megalonychidae                    |
|  |                                   |
|  | Bradypodidae (bradipi tridattili) |
|  |                                   |

|  | Nothrotheriidae |
|  |                 |
|  | Megatheriidae   |
|  |                 |

|  | Megalonychidae                    |
|  |                                   |
|  | Bradypodidae (bradipi tridattili) |
|  |                                   |

|  | Megatherioidea |
|  |                |

| Choloepodidae (bradipi didattili) | \| \| C. didactylus \| \| \| \| \| \| C. hoffmanni \| \| \| \| |
|                                   | \| \| C. didactylus \| \| \| \| \| \| C. hoffmanni \| \| \| \| |
|                                   | Mylodontidae                                                   |
|                                   |                                                                |
|                                   | C. didactylus                                                  |
|                                   |                                                                |
|                                   | C. hoffmanni                                                   |
|                                   |                                                                |

|  | C. didactylus |
|  |               |
|  | C. hoffmanni  |
|  |               |

| Choloepodidae (bradipi didattili) | \| \| C. didactylus \| \| \| \| \| \| C. hoffmanni \| \| \| \| |
|                                   | \| \| C. didactylus \| \| \| \| \| \| C. hoffmanni \| \| \| \| |
|                                   | Mylodontidae                                                   |
|                                   |                                                                |
|                                   | C. didactylus                                                  |
|                                   |                                                                |
|                                   | C. hoffmanni                                                   |
|                                   |                                                                |

|  | C. didactylus |
|  |               |
|  | C. hoffmanni  |
|  |               |

|  | Mylodontoidea |
|  |               |

|  | Nothrotheriidae |
|  |                 |
|  | Megatheriidae   |
|  |                 |

|  | Megalonychidae                    |
|  |                                   |
|  | Bradypodidae (bradipi tridattili) |
|  |                                   |

|  | Nothrotheriidae |
|  |                 |
|  | Megatheriidae   |
|  |                 |

|  | Megalonychidae                    |
|  |                                   |
|  | Bradypodidae (bradipi tridattili) |
|  |                                   |

|  | Megatherioidea |
|  |                |

| Choloepodidae (bradipi didattili) | \| \| C. didactylus \| \| \| \| \| \| C. hoffmanni \| \| \| \| |
|                                   | \| \| C. didactylus \| \| \| \| \| \| C. hoffmanni \| \| \| \| |
|                                   | Mylodontidae                                                   |
|                                   |                                                                |
|                                   | C. didactylus                                                  |
|                                   |                                                                |
|                                   | C. hoffmanni                                                   |
|                                   |                                                                |

|  | C. didactylus |
|  |               |
|  | C. hoffmanni  |
|  |               |

| Choloepodidae (bradipi didattili) | \| \| C. didactylus \| \| \| \| \| \| C. hoffmanni \| \| \| \| |
|                                   | \| \| C. didactylus \| \| \| \| \| \| C. hoffmanni \| \| \| \| |
|                                   | Mylodontidae                                                   |
|                                   |                                                                |
|                                   | C. didactylus                                                  |
|                                   |                                                                |
|                                   | C. hoffmanni                                                   |
|                                   |                                                                |

|  | C. didactylus |
|  |               |
|  | C. hoffmanni  |
|  |               |

|  | Mylodontoidea |
|  |               |

|  | Nothrotheriidae |
|  |                 |
|  | Megatheriidae   |
|  |                 |

|  | Megalonychidae                    |
|  |                                   |
|  | Bradypodidae (bradipi tridattili) |
|  |                                   |

|  | Nothrotheriidae |
|  |                 |
|  | Megatheriidae   |
|  |                 |

|  | Megalonychidae                    |
|  |                                   |
|  | Bradypodidae (bradipi tridattili) |
|  |                                   |

|  | Megatherioidea |
|  |                |

| Choloepodidae (bradipi didattili) | \| \| C. didactylus \| \| \| \| \| \| C. hoffmanni \| \| \| \| |
|                                   | \| \| C. didactylus \| \| \| \| \| \| C. hoffmanni \| \| \| \| |
|                                   | Mylodontidae                                                   |
|                                   |                                                                |
|                                   | C. didactylus                                                  |
|                                   |                                                                |
|                                   | C. hoffmanni                                                   |
|                                   |                                                                |

|  | C. didactylus |
|  |               |
|  | C. hoffmanni  |
|  |               |

| Choloepodidae (bradipi didattili) | \| \| C. didactylus \| \| \| \| \| \| C. hoffmanni \| \| \| \| |
|                                   | \| \| C. didactylus \| \| \| \| \| \| C. hoffmanni \| \| \| \| |
|                                   | Mylodontidae                                                   |
|                                   |                                                                |
|                                   | C. didactylus                                                  |
|                                   |                                                                |
|                                   | C. hoffmanni                                                   |
|                                   |                                                                |

|  | C. didactylus |
|  |               |
|  | C. hoffmanni  |
|  |               |

|  | Mylodontoidea |
|  |               |

|  | Nothrotheriidae |
|  |                 |
|  | Megatheriidae   |
|  |                 |

|  | Megalonychidae                    |
|  |                                   |
|  | Bradypodidae (bradipi tridattili) |
|  |                                   |

|  | Nothrotheriidae |
|  |                 |
|  | Megatheriidae   |
|  |                 |

|  | Megalonychidae                    |
|  |                                   |
|  | Bradypodidae (bradipi tridattili) |
|  |                                   |

|  | Megatherioidea |
|  |                |

| Choloepodidae (bradipi didattili) | \| \| C. didactylus \| \| \| \| \| \| C. hoffmanni \| \| \| \| |
|                                   | \| \| C. didactylus \| \| \| \| \| \| C. hoffmanni \| \| \| \| |
|                                   | Mylodontidae                                                   |
|                                   |                                                                |
|                                   | C. didactylus                                                  |
|                                   |                                                                |
|                                   | C. hoffmanni                                                   |
|                                   |                                                                |

|  | C. didactylus |
|  |               |
|  | C. hoffmanni  |
|  |               |

| Choloepodidae (bradipi didattili) | \| \| C. didactylus \| \| \| \| \| \| C. hoffmanni \| \| \| \| |
|                                   | \| \| C. didactylus \| \| \| \| \| \| C. hoffmanni \| \| \| \| |
|                                   | Mylodontidae                                                   |
|                                   |                                                                |
|                                   | C. didactylus                                                  |
|                                   |                                                                |
|                                   | C. hoffmanni                                                   |
|                                   |                                                                |

|  | C. didactylus |
|  |               |
|  | C. hoffmanni  |
|  |               |

|  | Mylodontoidea |
|  |               |

|  | Nothrotheriidae |
|  |                 |
|  | Megatheriidae   |
|  |                 |

|  | Megalonychidae                    |
|  |                                   |
|  | Bradypodidae (bradipi tridattili) |
|  |                                   |

|  | Nothrotheriidae |
|  |                 |
|  | Megatheriidae   |
|  |                 |

|  | Megalonychidae                    |
|  |                                   |
|  | Bradypodidae (bradipi tridattili) |
|  |                                   |

|  | Megatherioidea |
|  |                |

| Choloepodidae (bradipi didattili) | \| \| C. didactylus \| \| \| \| \| \| C. hoffmanni \| \| \| \| |
|                                   | \| \| C. didactylus \| \| \| \| \| \| C. hoffmanni \| \| \| \| |
|                                   | Mylodontidae                                                   |
|                                   |                                                                |
|                                   | C. didactylus                                                  |
|                                   |                                                                |
|                                   | C. hoffmanni                                                   |
|                                   |                                                                |

|  | C. didactylus |
|  |               |
|  | C. hoffmanni  |
|  |               |

| Choloepodidae (bradipi didattili) | \| \| C. didactylus \| \| \| \| \| \| C. hoffmanni \| \| \| \| |
|                                   | \| \| C. didactylus \| \| \| \| \| \| C. hoffmanni \| \| \| \| |
|                                   | Mylodontidae                                                   |
|                                   |                                                                |
|                                   | C. didactylus                                                  |
|                                   |                                                                |
|                                   | C. hoffmanni                                                   |
|                                   |                                                                |

|  | C. didactylus |
|  |               |
|  | C. hoffmanni  |
|  |               |

|  | Mylodontoidea |
|  |               |

## Biologia

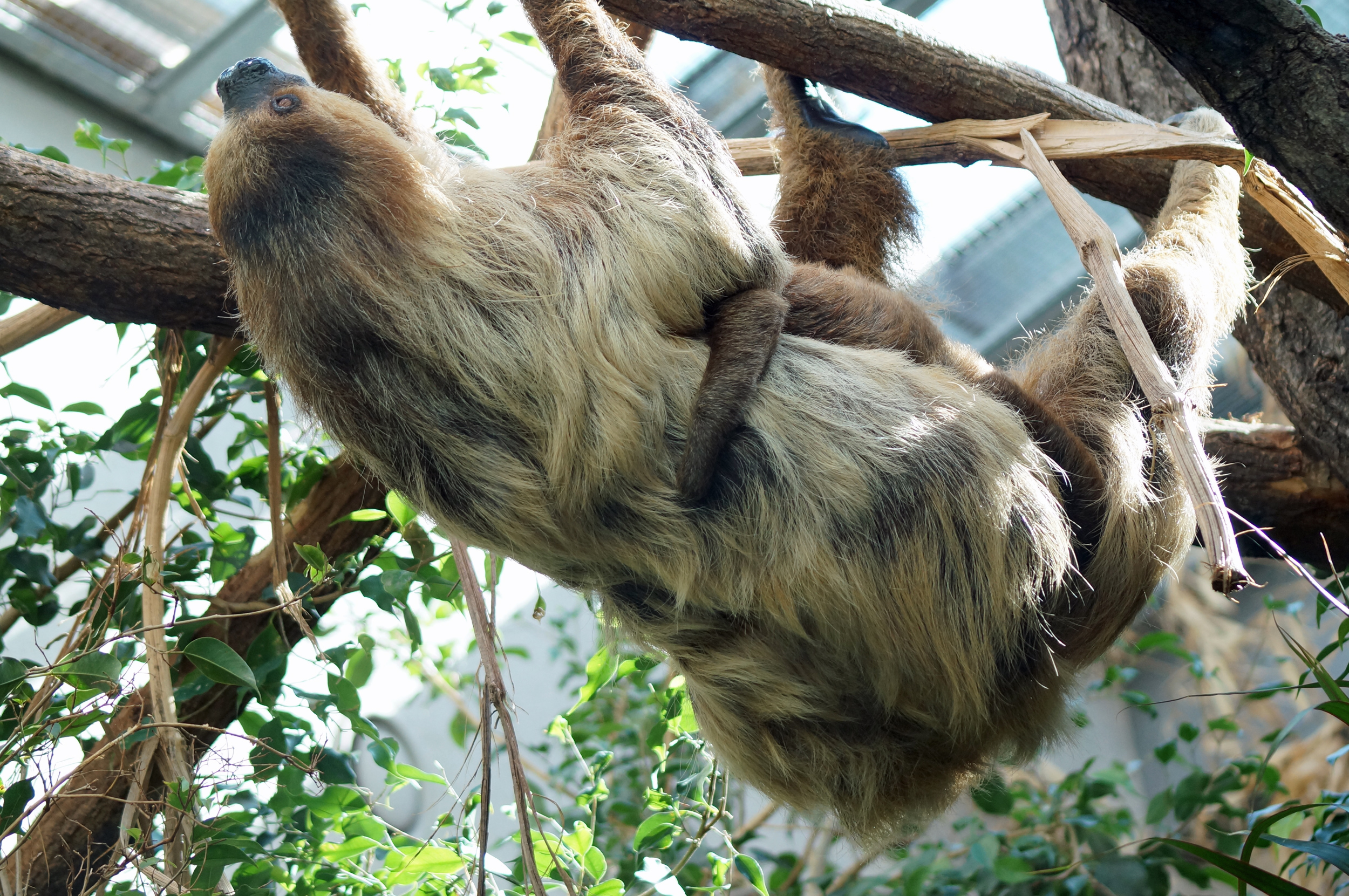
Femmina con un piccolo, allo zoo di Zurigo

Il bradipo didattilo di Linneo è un animale solitario, notturno, che si muove solitario sulle cime degli alberi, vivendo unicamente nelle foreste pluviali. A causa del suo metabolismo e la sua, conseguente, locomozione lenta, questo animale può cadere comunemente preda di predatori come l'ocelot ed il giaguaro, nonché grandi uccelli rapaci, come l'aquila arpia e le aquile crestate. La predazione si verifica principalmente quando il bradipo scende a terra per defecare o cambiare albero, dove è estremamente vulnerabile. Al contrario, questo animale è un ottimo nuotatore, capace anche di rimanere in apnea per molto tempo, rendendo capace di attraversare fiumi e torrenti, ma rendendoli vulnerabili a predatori acquatici come anaconde, caimani e grossi pesci. Inoltre, viene spesso ucciso dagli indios (specialmente dagli Shuar), perché ritenuto un'incarnazione del perfido stregone Tsantsa, da cui prende il nome locale.
I bradipi didattili vivono nelle foreste pluviali tropicali sempre calde e umide. Tendono a vivere in aree ricche di rampicanti, in modo che possano muoversi e destreggiarsi più agilmente da un albero all'altro. Si nutrono principalmente di foglie, ma mancano dati sulla loro dieta a causa del loro stile di vita notturno e per la difficoltà di avvistarli in natura. Gli esemplari in cattività e negli zoo, sono nutriti anche con frutta e verdura.